# Wonderwall Music
Wonderwall Music var George Harrisons første soloalbum og soundtracket til filmen Wonderwall. Sangene er næsten alle instrumentale (bortset fra nogle ikke-engelske stemmer og et langsomt spoken word nummer), og blev indspillet delvist i december 1967 i England, og resten i januar 1968 i Bombay i Indien.  Wonderwall Music er bemærkelsesværdigt for at være det første soloalbum af et af medlemmerne af The Beatles.
Mens de fleste af de indiske musikere, pianist John Barham og medlemmerne af Remo Four blev nævnt ved deres rigtige navne, var mange af de resterende navne pseudonymer for Harrison, Eric Clapton, Ringo Starr og Peter Tork. Harrison står kun nævnt som producer, arrangør og sangskriver af albummet.
Under indspilningerne i Indien blev baggrunds lydsporet til "The Inner Light", som senere blev  B-siden til "Lady Madonna", den sidste Beatles single for Parlophone i Storbritannien og Capitol Records i USA.
Alle numrene var komponerede af Harrison, og det var den første albumudgivelse for det nyligt oprettede Apple Records, udgivet i november 1968, få uger før The Beatles. Det blev også det første Apple optagelse som udgik igen, selvom den dog blev genudgivet som remastered CD i 1992.
Wonderwall Music nåede slet ikke hitlisterne i Storbritannien, men blev #49 i USA i starten af 1969.

## Spor
Alle sange af George Harrison.
1. "Microbes" – 3:42
2. "Red Lady Too" – 1:56
3. "Tabla And Pakavaj" – 1:05
4. "In The Park" – 4:08
5. "Drilling A Home" – 3:08
6. "Guru Vandana" – 1:05
7. "Greasy Legs" – 1:28
8. "Ski-ing" – 1:50
9. "Gat Kirwani" – 1:15
10. "Dream Scene" – 5:26
11. "Party Seacombe" – 4:34
12. "Love Scene" – 4:17
13. "Crying" – 1:15
14. "Cowboy Music" – 1:29
15. "Fantasy Sequins" – 1:50
16. "Glass Box" – 2:22
17. "On The Bed" – 1:05
18. "Wonderwall To Be Here" – 1:25
19. "Singing Om" – 1:54
  - Spor 2, 5, 8, 10, 11, 14, 16 & 18 blev indspillet i England
  - Spor 1, 3, 4, 6, 7, 9, 12, 13, 15, 17 & 19 blev indspillet i Indien

## Medvirkende

### England (december 1967)
- John Barham – piano og flygelhorn
- Colin Manley – guitar og steel guitar
- Tony Ashton – klirrende piano og orgel
- Philip Rogers – bas
- Roy Dyke – trommer
- Tommy Reilly – harmonika
- Peter Tork – banjo (ikke nævnt)
- Eddie Clayton (Eric Clapton) – guitar
- Richie Snare (Ringo Starr) – trommer (rygtet)

### Indien (januar 1968)
- Ashish Khan – sarod
- Mahapurush Misra – tabla og pakavaj
- Sharad Jadev – shehnai
- Hanuman Jadev – shehnai
- Shambu-Das – sitar
- Indril Bhattacharya – sitar
- Shankar Ghosh – sitar
- Chandra Shekhar – sur-bahar
- Shiv Kumar Sharma – santoor
- S. R. Kenkare – fløjte
- Vinaik Vora – thar-shehnai
- Rij Ram Desad – harmonium og tabla-tarang